# Dundonnell
Dundonnell är en by i Highland i Skottland. Byn är belägen 19 km 
från Ullapool. Orten har 192 invånare (2011).